# Sant'Angelo Romano
Sant'Angelo Romano là một đô thị ở Latium thuộc Ý, về mặt hành chính thuộc tỉnh Roma. Đô thị này có dân số 3.078 người vào thời điểm năm 2001. Đô thị này nằm về phía bắc của Guidonia Montecelio, nơi có nhà ga tàu hỏa Trenitalia gần nhất.
Địa điểm quan trọng nhất ở S.Angelo Romano là lâu đài Orsini-Cesi nằm trên đỉnh đồi của phố cổ. Bảo tàng này có một bảo tàng tiền sử quan trọng. Khu vực chính của toà lâu đài này là cung hoàng tử Federico Cesi, người sáng lập Accademia dei Lincei.

## Biến động dân số
==Tham khảo==